# 燕峰山炬禅师灵塔
燕峰山炬禅师灵塔，位于中国河北省张家口市矾山镇塔寺村，为张家口市涿鹿县的一个省级文物保护单位，类型为古建筑，公布时间为2001年2月7日。
燕峰山炬禅师灵塔的历史年代为金。